# Brand von Notre-Dame in Paris 2019

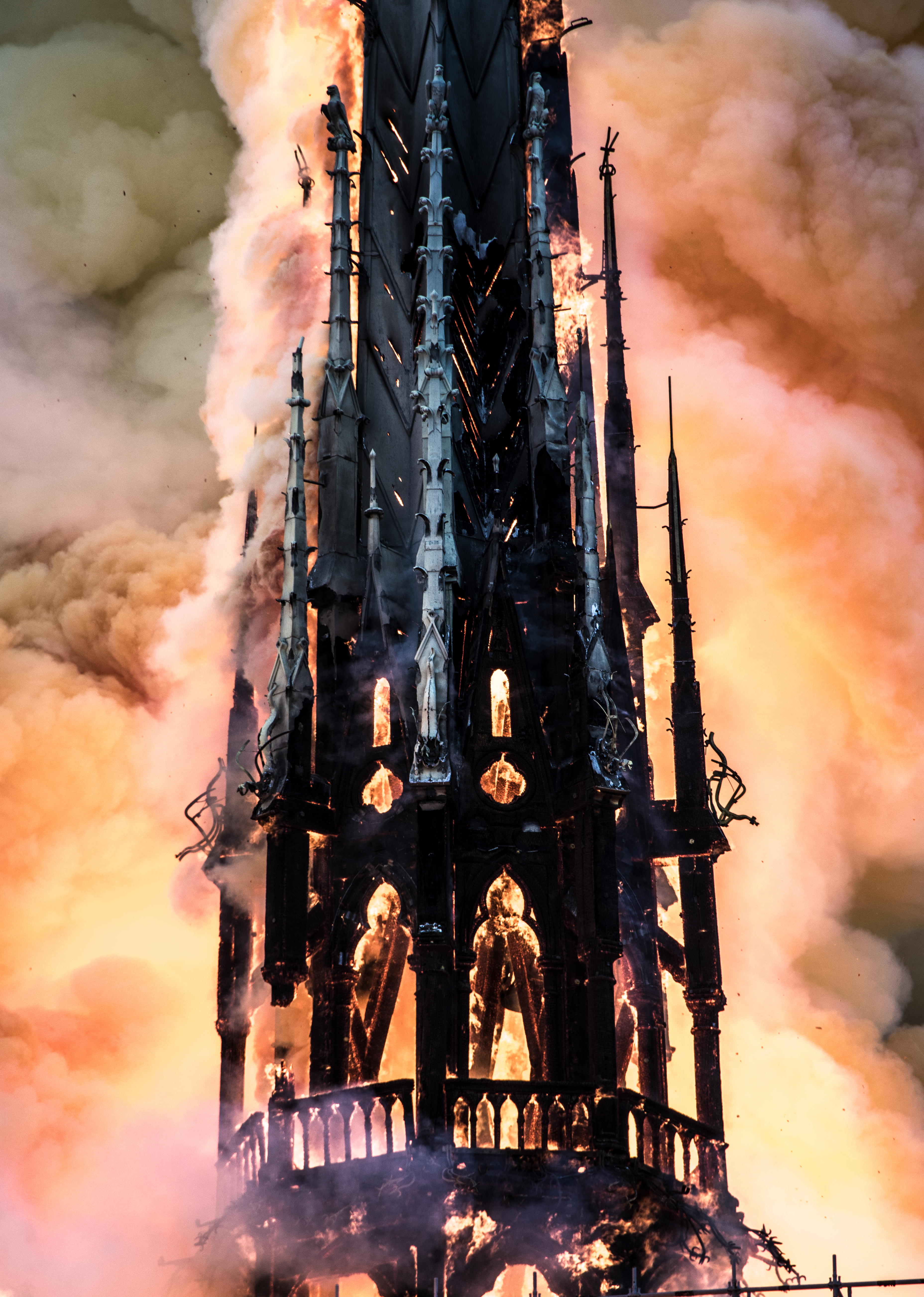
Notre-Dame in Brand, hier der brennende Dachreiter (Flèche)

Der Brand von Notre-Dame war ein Großbrand, der am 15. und 16. April 2019 das historische Bauwerk der Kathedrale Notre-Dame de Paris teilweise zerstörte. Der Pariser Feuerwehr gelang es nach etwa vier Stunden, den Brand im Wesentlichen auf den hölzernen Dachstuhl zu begrenzen. Die Westfassade mit den Haupttürmen, die Wände des Mittelschiffs nebst Strebewerk, große Teile des Deckengewölbes, die Seitenschiffe und die Chorumgänge blieben weitgehend stabil. Die reiche Ausstattung der Kirche blieb größtenteils erhalten, wurde jedoch durch Hitze, Rauch, Ruß und Löschwasser teilweise verschmutzt und beschädigt.

## Vorgeschichte
Im Frühjahr 2019 hatte eine umfangreiche Restaurierung der Kathedrale begonnen. Das Gesamtbudget der Sanierung war auf 150 Millionen Euro angesetzt. In einer ersten Etappe sollte der hölzerne Vierungsturm der Kirche (auch als Dachreiter oder Spitzturm bezeichnet, französisch Flèche), der im 19. Jahrhundert von Eugène Viollet-le-Duc erbaut worden war, repariert werden. Deshalb wurde im Bereich der Vierung ein großes Arbeitsgerüst aus Stahlelementen gebaut. In der Woche vor dem Brand wurden 16 monumentale Statuen der Apostel und der Evangelisten zur Restaurierung demontiert, die den bis in etwa 95 Meter Höhe reichenden Dachreiter unten umgaben.
Der am Hauptschiff über 100 Meter und am Querschiff 40 Meter lange und 13 Meter breite Dachstuhl wurde la forêt („der Wald“) genannt, da er aus etwa 1300 Eichenbalken bestand, von denen jeder von einem anderen Baum stammte. Über dem Hauptschiff und dem Chor war er im 13. Jahrhundert errichtet worden, zum Teil mit wiederverwendeten Balken aus dem 12. Jahrhundert. Der Dachstuhl des Querschiffs stammte, wie der Dachreiter, aus dem 19. Jahrhundert. Der Dachstuhl war mit Bleiblech gedeckt, der Vierungsturm besaß einen Wetterschutz aus dem gleichen Material.
Aus Brandschutzgründen gab es im Dachstuhl keine Elektroinstallationen, jedoch eine Rauchmeldeanlage und eine provisorische elektrische Beleuchtung für die Baustelle. Fest eingerichtete Steigleitungen für Löschwasser gab es nicht.

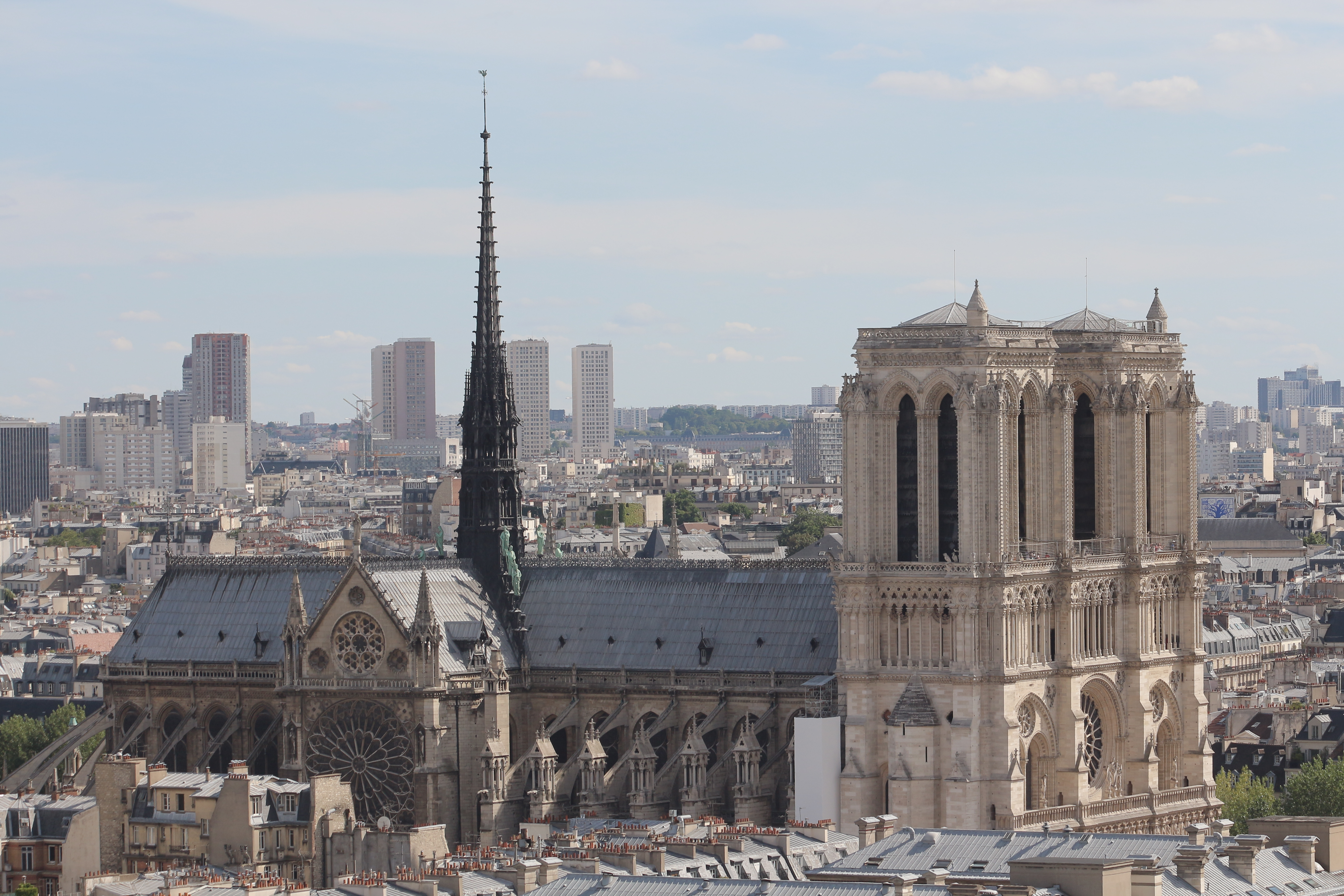
Die Kathedrale mit Flèche und Türmen von Norden (2013)
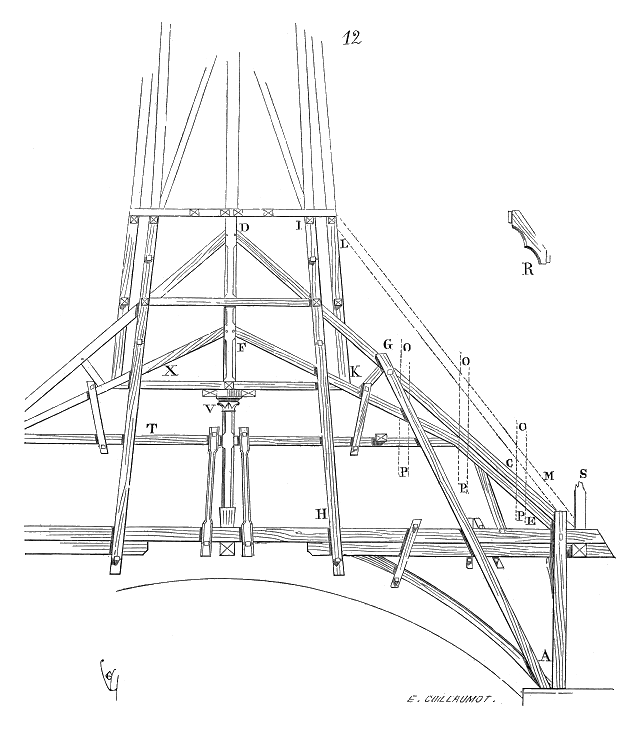
Hölzerne Stützkonstruktion des Dachreiters über dem Vierungsgewölbe (spätestens 1879)
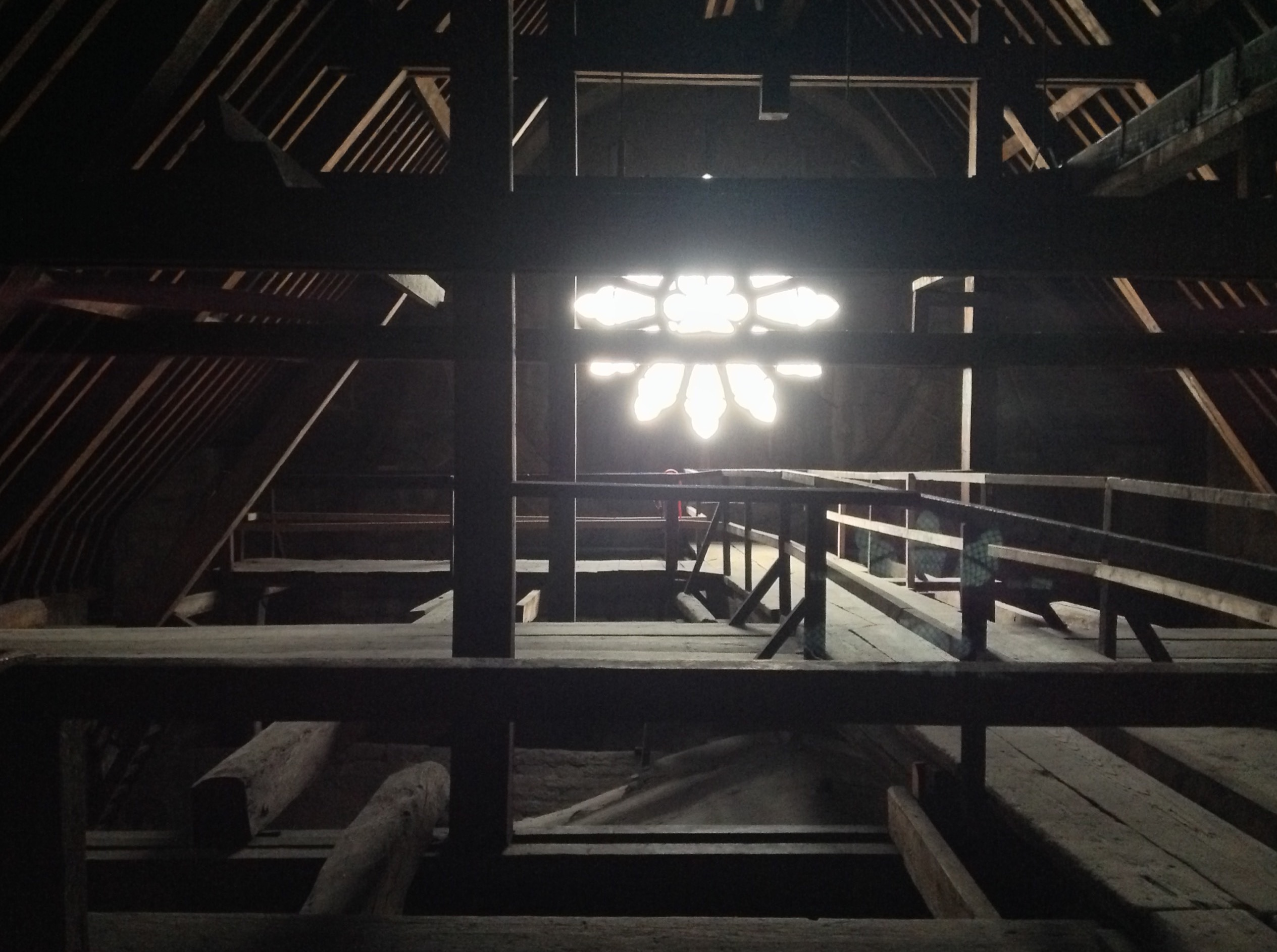
Dachstuhl aus Eiche über dem Gewölbe des Kirchenschiffs (2018)
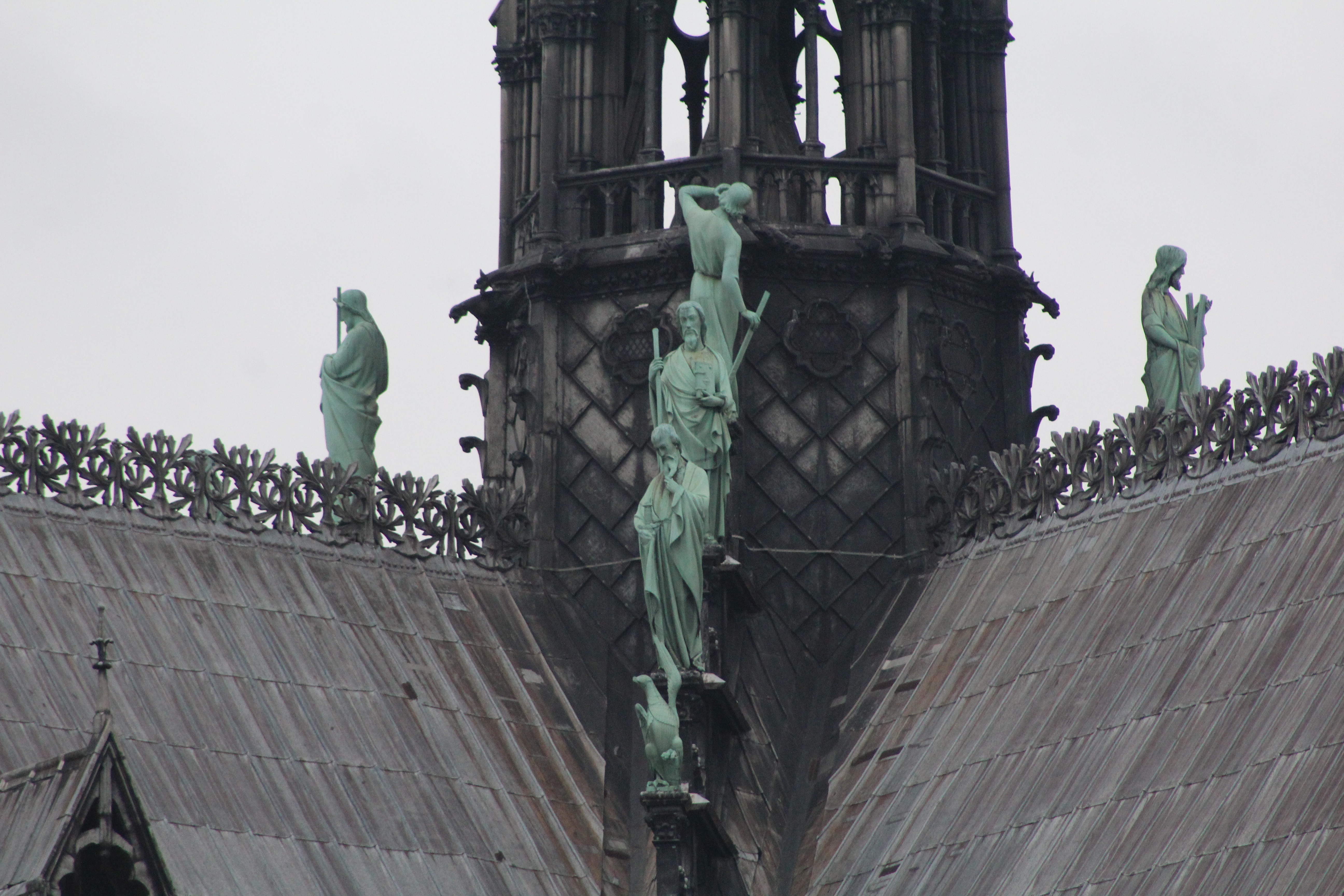
Die Statuen am Fuß des Dachreiters waren vor dem Brand entfernt worden (2016)
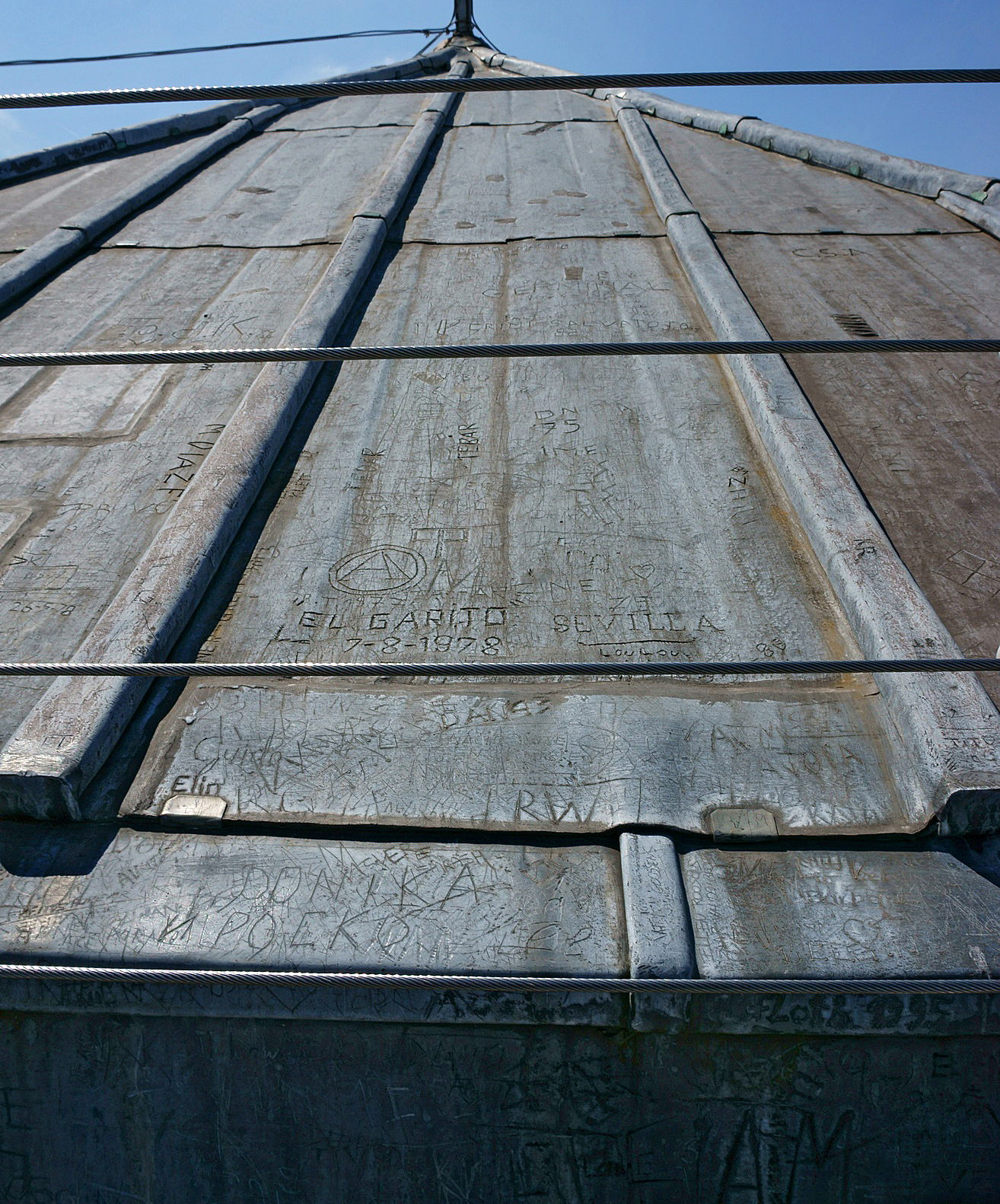
Mit Bleiblech gedeckter Dachstuhl (2013)

## Verlauf

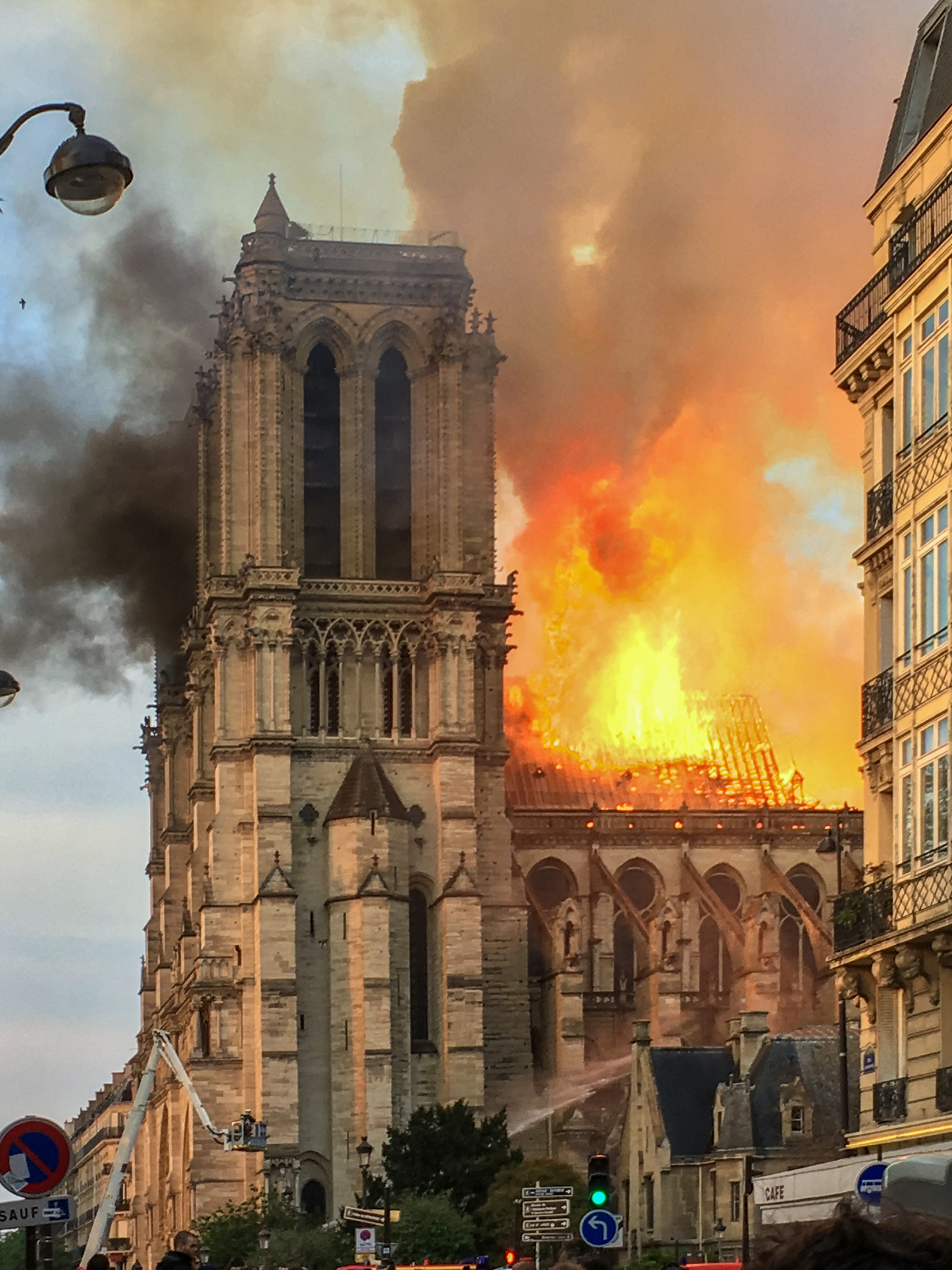
Ansicht des brennenden Dachstuhls von Süden, dicht an den Türmen der Westfassade, 19:51 Uhr

Am 15. April 2019 wurde um 18:20 Uhr (MESZ) ein erster Feueralarm ausgelöst, es konnte jedoch kein Brandherd gefunden werden. Kurz zuvor hatten die Gerüstbauer die Baustelle auf dem Dach verlassen. Um 18:43 Uhr wurde während einer Messe ein zweiter Alarm ausgelöst und ein Feuer auf dem Dachboden entdeckt. Die Kirche wurde daraufhin evakuiert. Die meisten Touristen hatten die als eine der Sehenswürdigkeiten in Paris geltende Kirche wegen der Messe zuvor verlassen, so dass nur noch die Gläubigen anwesend waren. Nach Aussage des Architekten, der die Restaurierung leitet, waren zu dieser Zeit keine Arbeiter mehr auf der Baustelle.
Innerhalb einer Stunde breitete sich der Brand auf den gesamten Dachstuhl aus, um 19:56 Uhr stürzte das höchste Bauteil der Kirche, der Vierungsturm, ein und zerschlug dabei einen Teil des ohnehin brennenden Dachstuhls über dem Mittelschiff. An den Rettungs- und Löscharbeiten waren etwa 600 Feuerwehrleute aus Paris und der Île-de-France beteiligt. Zum Einsatz kamen über 70 Feuerwehrfahrzeuge, Hubschrauber und Drohnen zur Beobachtung des Brandplatzes, zwei Boote der Feuerwehr mit Tauchpumpen auf der Seine sowie ein ferngesteuerter Löschroboter. Die Feuerwehr wurde während des Einsatzes von der Polizei, Patrouillensoldaten der Opération Sentinelle, vom Zivilschutz, von Spezialisten des Kulturministeriums sowie von der Stadt Paris und Baufachleuten unterstützt.
Im Verlauf des Abends wurde die Nachbarschaft auf der Île de la Cité für den Fall eines Einsturzes evakuiert. Die französische Zivilschutzbehörde wies den in der Öffentlichkeit mehrfach vorgeschlagenen Einsatz von Löschflugzeugen bzw. Hubschraubern mit Wasserbehältern als unrealistisch zurück, da er laut den Feuerwehrleuten aufgrund der punktförmigen Gewichtsbelastung durch die Wassermassen den völligen Einsturz des Bauwerks hätte bewirken können und zudem die im Einsatz stehenden Feuerwehrleute in Gefahr gebracht hätte. Am Morgen des 16. April 2019 gegen 5:00 Uhr meldete der Einsatzleiter, dass der Brand gelöscht sei. Trotz Hitze- und Trümmerschäden hielt das Mauerwerk der Kathedrale dem Brand weitgehend stand. Der ehemalige verantwortliche Leiter der französischen Gesellschaft von spezialisierten Architekten zur Erhaltung und zum Schutz historischer Denkmäler, die dem französischen Kulturministerium zugeordnet wird, namentlich Architekt Benjamin Mouton, zeigte sich wegen der im Vorfeld getroffenen Brandschutzvorkehrungen überrascht über das Ausmaß der Katastrophe, zumal das über 800 Jahre alte Eichenholz nur sehr schwer entflammbar gewesen sei. François Chatillon, ein leitender Architekt, der an zahlreichen Restaurierungen historischer Bauwerke in Frankreich beteiligt war, sagte dagegen, dass die große Brandgefahr in den Eichenbalken unter dem Bleidach von Notre-Dame bekannt war, da trockenem Eichenholz aufgrund der hohen Brandtemperaturen ein hohes Ausbreitungspotenzial innewohnt.

Querschnittszeichnung. Die hölzernen Dachstühle und der Glockenstuhl sind rot markiert.
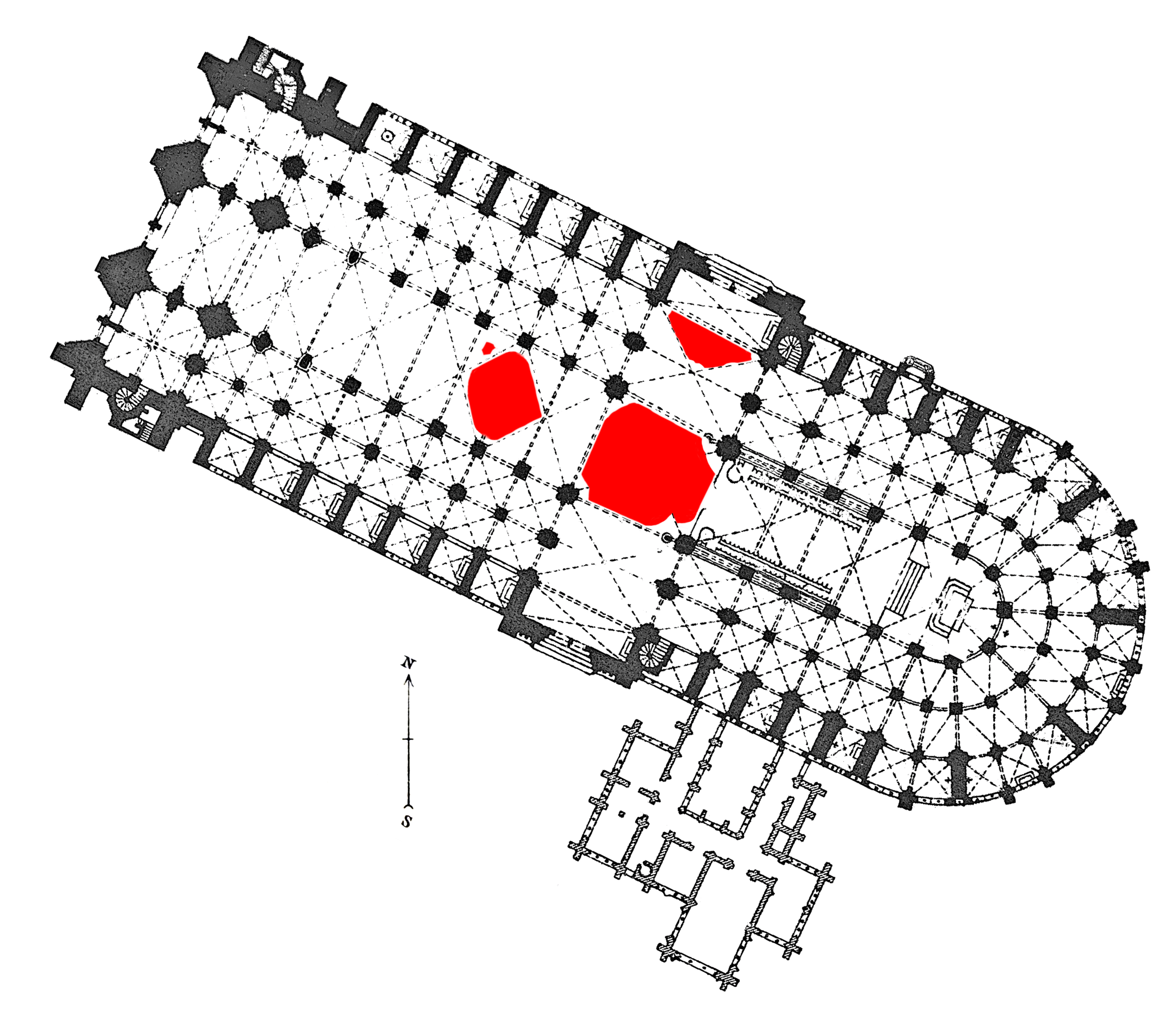
Aufsicht, eingestürzte Gewölbedecken sind rot markiert
Seitenansicht, zerstörte Dachteile sind rot markiert

### Zeitleiste
Montag, 15. April
18-Uhr-Messe, Beginn der Messe 18:15 Uhr
- 18:20 Uhr: Erster Rauchmelder-Alarm,[24] es konnte kein Brandherd gefunden werden.

- 18:43 Uhr: Zweiter Alarm, danach wurde der Brandherd in den Holzbalken unter dem Dach gefunden.

- 19:56 Uhr: Der abstürzende obere Teil des brennenden Dachreiters zerstörte einen Gewölbeabschnitt des Mittelschiffs.[25][26]
- 21:00 Uhr: Abschluss der Evakuierung der Nachbarhäuser auf der Île de la Cité.
- 22:00 Uhr: Ein Feuerwehrsprecher äußerte Bedenken, ob die weitere Ausbreitung des Brandes aufgehalten werden könne.
- 23:04 Uhr: Der Leiter der Feuerwehr erklärte, dass die Gebäudestruktur gesichert sei.[27]

Dienstag, 16. April
- 09:50 Uhr: Der Feuerwehrsprecher teilte mit, dass das Feuer vollständig gelöscht sei.[28]

### Bilder vom Unglückstag

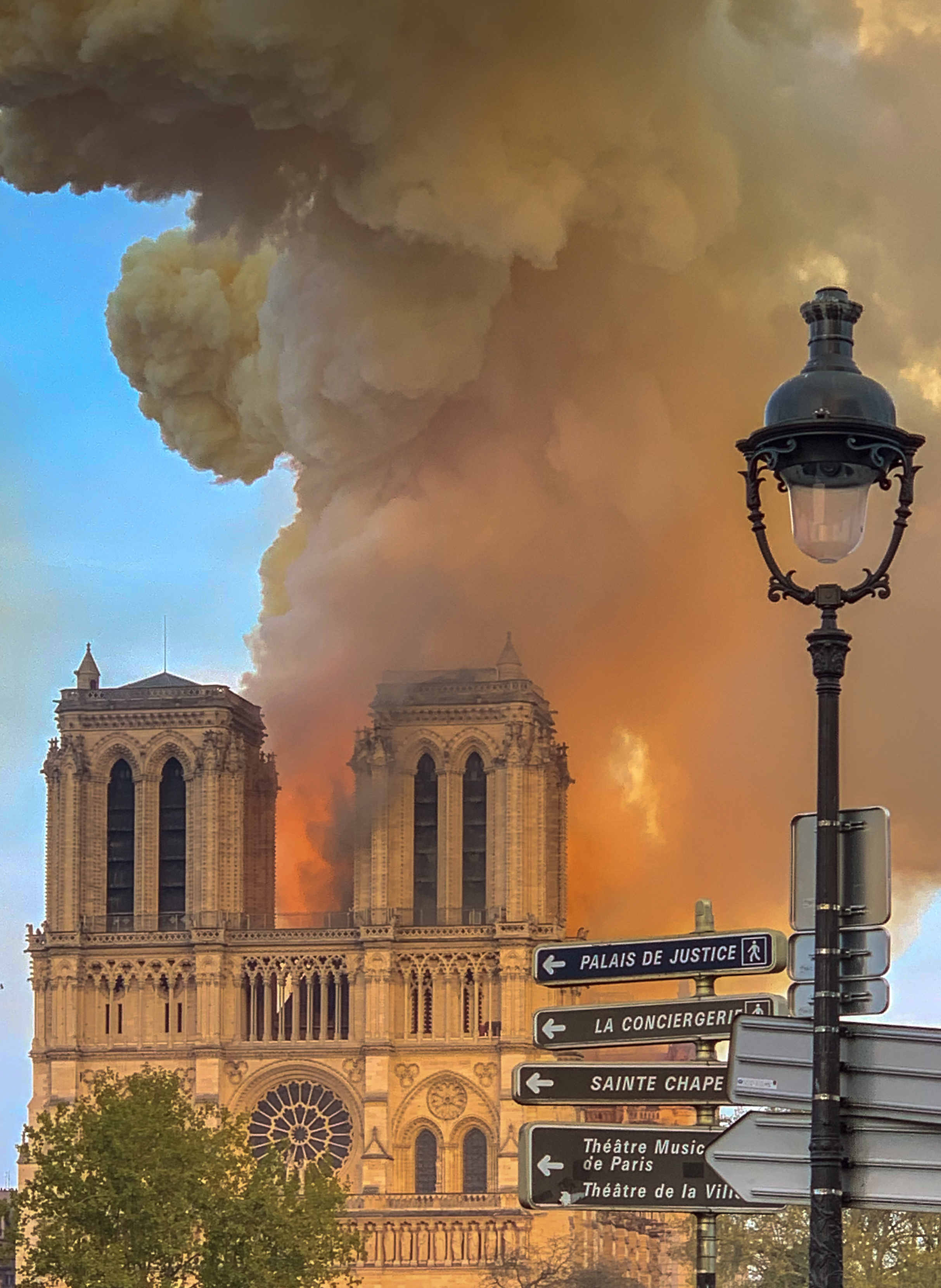
Die Westfassade
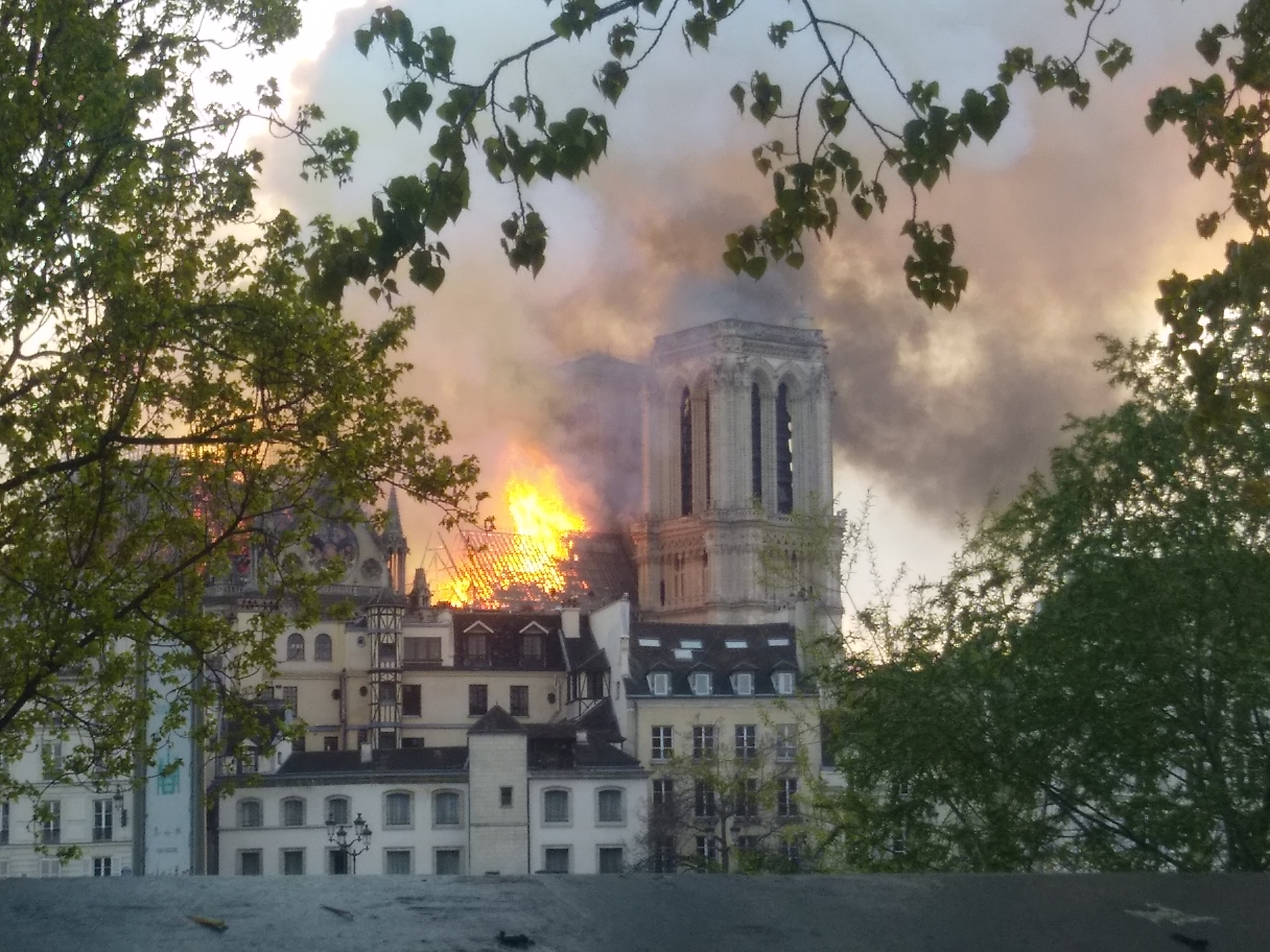
Die Flammen nähern sich den Haupttürmen
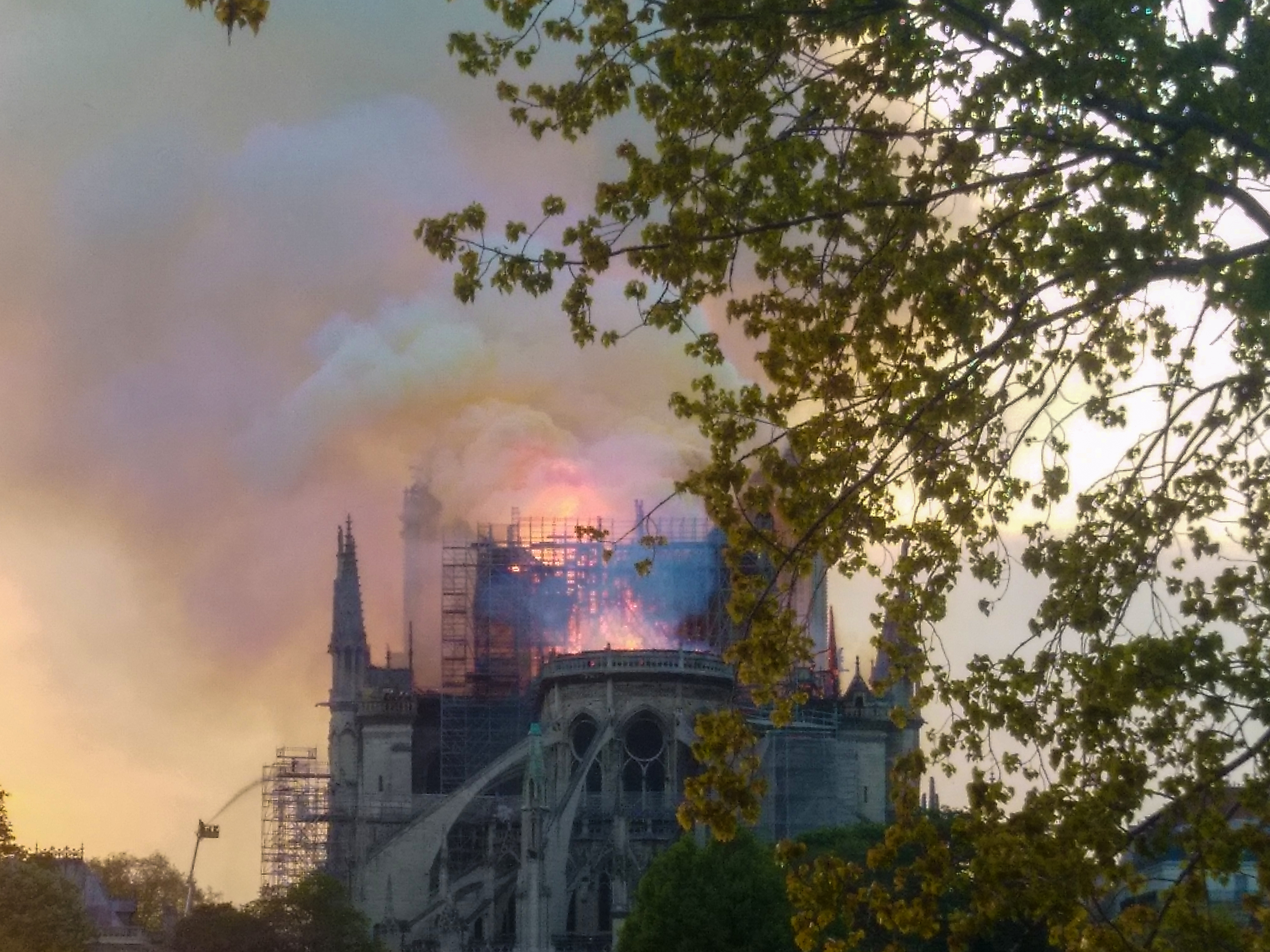
Die Ostseite nach dem Einsturz von Dachstuhl und Vierungsturm
- Videoaufnahme
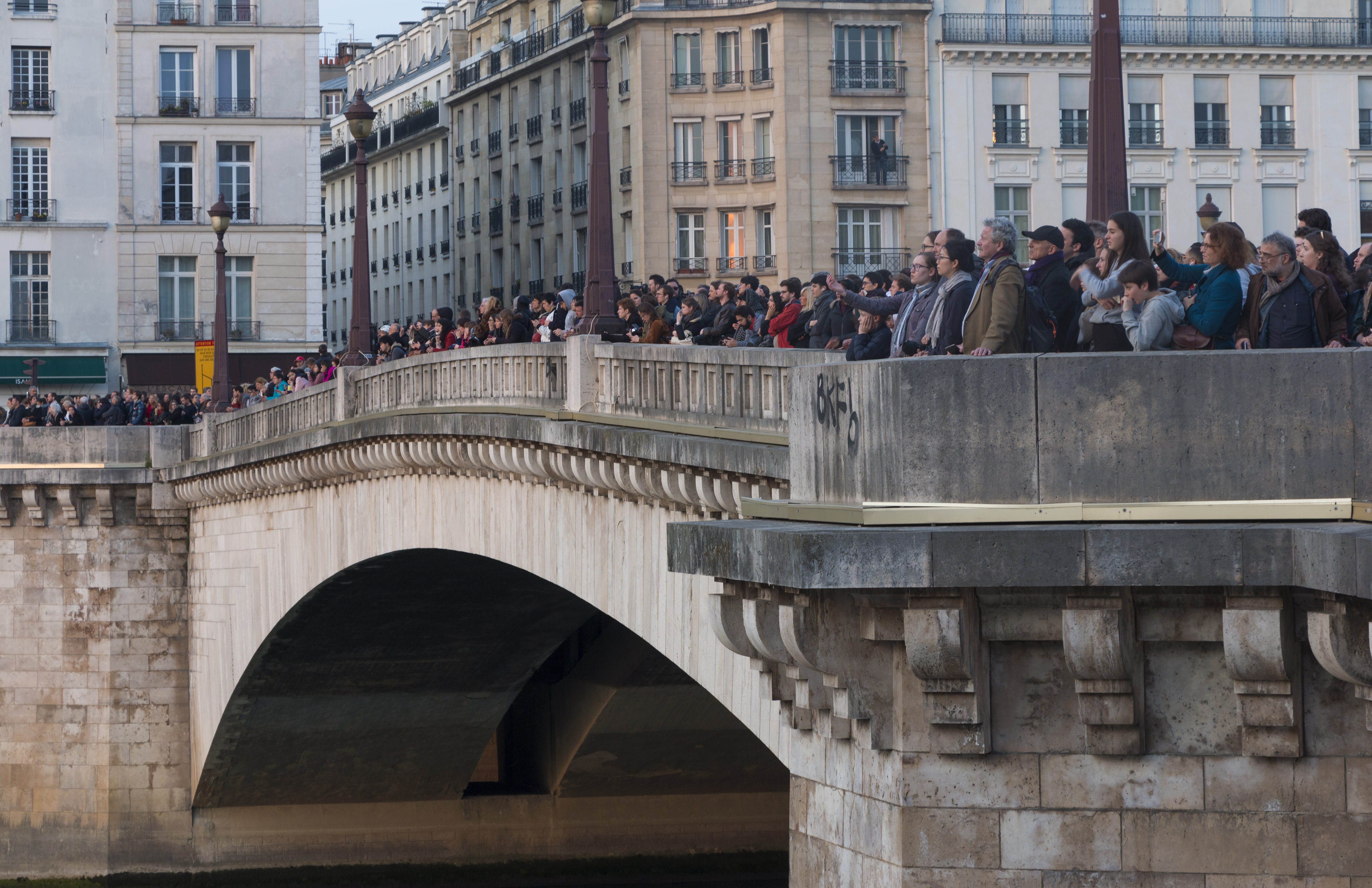
Menschen beobachten das Unglück von der Pont de la Tournelle

## Ermittlungen
Die Pariser Staatsanwaltschaft bewertete den Brand vorläufig als Unfall und leitete Ermittlungen wegen fahrlässiger Brandstiftung ein, an denen 50 Ermittler arbeiteten. Es gab ihr zufolge keine Anzeichen für eine bewusst herbeigeführte Katastrophe.
Nach Polizeiangaben ist die Brandursache unbekannt, es könnte möglicherweise ein Kurzschluss gewesen sein, die Staatsanwaltschaft schloss jedoch weitere Hypothesen nicht aus. Auch eine brennende Zigarette gilt als mögliche Ursache für das Feuer. Bekannt ist, dass das Rauchverbot missachtet wurde, um für eine Raucherpause den beschwerlichen Ab- und Aufstieg aus der Baustelle zu sparen.
Auch sind weitere Sicherheitsmängel Teil der Ermittlungen. So könnte ein Fehler des Warnsystems selbst Ursache des Feuers gewesen sein. Auch eine mangelhafte Schulung und mangelhafte Besetzung der Sicherheitsverantwortlichen könnte mit Ursache für die schweren Folgen des Feuers sein. So gab es nur noch einen Sicherheitsbeauftragten. Dieser war erst kürzlich eingestellt worden und mit der Brandmeldeanlage nur unzureichend vertraut. Er konnte den ersten Alarm nicht seinem genauen Ort zuordnen und keinen Brand lokalisieren. 30 Minuten vergingen, bis die Feuerwehr gerufen wurde. Bei ihrer Ankunft loderten die Flammen meterhoch.
Gegen falsche Spendenaufrufe wurde aufgrund des Verdachts auf Bandenbetrug vorgegangen.

## Vorläufige Schadensbilanz
Der Pariser Feuerwehr gelang es nach etwa vier Stunden, den Brand im Wesentlichen auf den hölzernen Dachstuhl zu begrenzen. Die Westfassade mit den Haupttürmen, die Wände des Mittelschiffs nebst Strebewerk, große Teile des Deckengewölbes, die Seitenschiffe und die Chorumgänge blieben weitgehend stabil. Die reiche Ausstattung der Kirche blieb größtenteils erhalten, wurde jedoch durch Hitze, Rauch, Ruß und Löschwasser teilweise verschmutzt und beschädigt. Im Zuge der Löscharbeiten und der Evakuierung der Kirche und ihrer Umgebung wurden ein Feuerwehrmann und zwei Polizisten leicht verletzt. Da sich in Frankreich die Kirchen im Besitz des Staates befinden und offenbar für das Kirchengebäude kein Versicherungsschutz vorlag, ging die Swiss Re davon aus, dass im Falle eines ausgeschlossenen Fremdverschuldens seitens der an der Renovierung der Kirche beteiligten Firmen der französische Staat die Kosten für den Wiederaufbau leisten müsse. Rund 90 Prozent der Kunstwerke und Reliquien konnten rechtzeitig gerettet werden. Die zur französischen Axa gehörende Axa ART und ein weiterer Versicherer waren an der Versicherung der Kunstwerke in der Kathedrale beteiligt. Zudem waren auch zwei der Firmen, die Teile von Notre-Dame renoviert haben, bei Axa versichert. Nach anfänglichen Schätzungen der Nationalen Vereinigung der Bauökonomen Frankreichs wurden die Kosten des Wiederaufbaus auf 400 bis 600 Millionen Euro geschätzt. Innerhalb etwa einer Woche nach dem Brand lagen umfangreiche Spendenzusagen vor, die diese Kosten decken würden.

### Sachschäden
Einige Experten mutmaßten, dass die Schäden am Mauerwerk der Kirche und im Kirchenraum begrenzt seien, weil die Dächer mittelalterlicher Kirchen schon immer einer großen Brandgefahr ausgesetzt gewesen seien und daher der hölzerne Dachstuhl konstruktiv durch ein unbrennbares steinernes Gewölbe vom Rest des Baukörpers abgeschirmt sei. Allerdings bestehen dieses Gewölbe, das Mauerwerk und die Maßwerke aus Kalkstein. Durch die Hitzeeinwirkung kann er – wie auch seine Verfugung – geschädigt werden. Zudem könnte das vom steinernen Gewölbe aufgesogene Löschwasser vorübergehend zu einer Gewichtszunahme mit Dauerschäden geführt haben.

#### Zerstörungen
- Hölzerner Dachstuhl: etwa 1300 Eichenbalken brennend eingestürzt.[42]
- Bleidach: etwa 250 t Bleieindeckung geschmolzen[43] bzw. zum Teil verdampft (siehe Sofortmaßnahmen und Sicherung der Struktur (2019–2020)).
- Turm über der Vierung: brennend eingestürzt.
- Turmuhr: Totalschaden.[44]
- Teile des Kreuzrippengewölbes: in der Vierung und in zwei Jochen im Langhaus des Hauptschiffes[45] sowie in einem Joch des nördlichen Querschiffs[46] eingestürzt.

#### Schäden
- Mauerwerk der Gewölbe: Hitzeschäden am Stein.
- Dachgiebelwand zwischen den Westtürmen: durch Brandeinwirkung beschädigt; die Figur des Engels auf der Giebelwand stark beschädigt.
- Fassaden des Querschiffs: Giebelwand der Nordfassade in kritischem Zustand.
- Innenraum: Ruß- und Bleiablagerungen auf Oberflächen und Ausstattung.
- Chororgel: beschädigt[47] bzw. nahezu zerstört.[48]
- Chorgestühl: versengt.
- Hauptorgel auf der Westempore: zwar durch Staub, Bleiablagerungen und Ruß verschmutzt und stellenweise von Löschwasser getroffen,[49] aber sonst unbeschädigt.[50]
- Rosettenfenster aus dem 12. und 13. Jahrhundert erhalten; lediglich Fenster aus dem 19. Jahrhundert teilweise beschädigt.[51]

### Bewahrte Architekturelemente und Ausstattungsstücke (Auswahl)

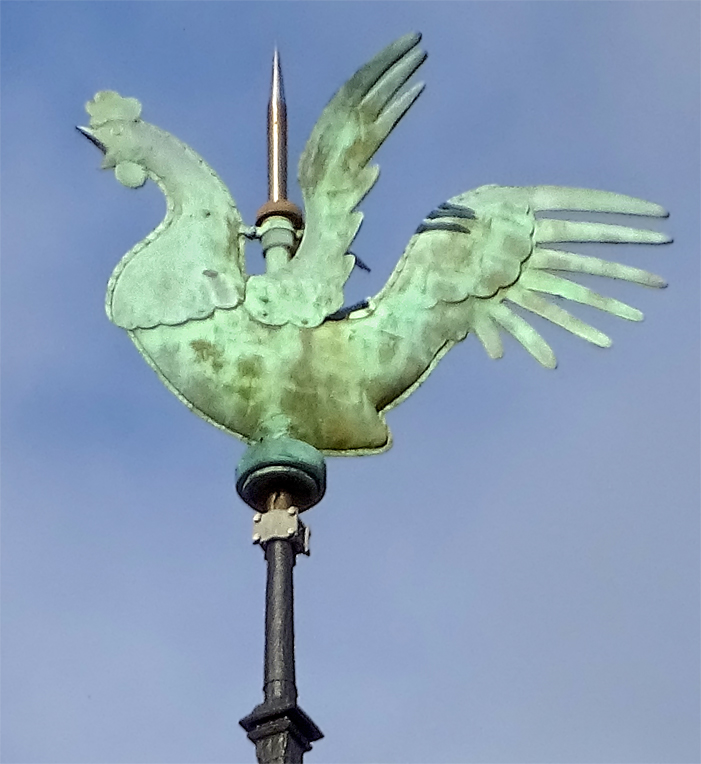
Der Turmhahn

- Fassaden, Seitenschiffe, Mauern im Kircheninnern, Strebewerk, Chorumgang, Chorschranke mit Reliefs, Seiten- und Chorkapellen mit Ausstattung.
- Westtürme: Gesamtstruktur wenig beschädigt; Ecke des Südturms zum Hauptschiff durch Hitze stark geschwächt; leichte Brandschäden der hölzernen Geschossebenen im nördlichen Turm.
- 16 Bronzestatuen rund um den Vierungsturm: im Zug der Renovierungsarbeiten am Freitag vor dem Brand entfernt.
- Glasmalereien der Fenster, Fensterrosen unterhalb des Gewölbes.
- Gemälde: unversehrt in Museen verbracht[52]
- Der Turmhahn des Vierungsturms wurde auf dem Dach des nördlichen Seitenschiffs, das vom Brand verschont blieb, leicht beschädigt aufgefunden. Der Zustand der drei im Hahn enthaltenen Reliquien ist unklar.[53] Dort befindet sich eine der 70 Dornen der Heiligen Krone Christi, eine Reliquie von Saint-Denis und eine von Sainte-Geneviève. Historikern zufolge dienten dieser Hahn und seine Schätze als „spiritueller Blitzableiter“, um die Gläubigen der Kathedrale, aber auch die Stadt Paris vor Unheil zu schützen.

### Kirchenschatz
Die Reliquie der Dornenkrone Christi sowie andere Gegenstände wurden in der Brandnacht von Feuerwehrleuten, unter ihnen der Kaplan der Pariser Feuerwehr, aus der brennenden Kathedrale gerettet und später zur Aufbewahrung in ein Depot des Louvre gebracht. Die in der Sakristei aufbewahrten historischen Kultgegenstände blieben beim Brand unbeschädigt. Sie wurden, ebenso wie die mobilen Kulturgüter im Kirchenraum, in den folgenden Tagen von Restauratoren und Spezialisten des Kulturgüterschutzes geborgen. Von den insgesamt 76 Gemälden „Les Grands Mays“, die jeweils zum 1. Mai zu Ehren der Jungfrau Maria von der Zunft der Goldschmiede gespendet wurden, waren dreizehn in den Kapellen der Kathedrale aufgehängt; sie waren zwar dem Rauch ausgesetzt, haben aber keinen Schaden genommen.

### Orgel und Glocken
Die größte Glocke, der berühmte Bourdon Emmanuel, und ihre Geschwisterglocken in den beiden Haupttürmen nahmen keinen Schaden. Auch die bedeutende Cavaillé-Coll-Hauptorgel auf der Empore blieb grundsätzlich intakt, muss jedoch wegen Verschmutzung durch Ruß, Staub und Bleipartikel des geschmolzenen Bleidaches abgebaut und komplett zerlegt sowie gereinigt werden. Die drei Schlagglocken im eingestürzten Vierungsturm wurden zerstört.
Die Chororgel aus dem Jahr 1969 blieb zwar vom Feuer verschont, allerdings wurde sie durch das Eindringen von Löschwasser völlig unbrauchbar.

## Reaktionen und Spenden

### National
Der französische Präsident Macron sagte eine für den Abend des 15. April geplante Fernsehansprache, die als Reaktion auf die Protestbewegung der Gelbwesten (Gilets jaunes) vorgesehen war, kurzfristig ab und schrieb: „Wie alle unsere Landsleute bin ich an diesem Abend traurig, diesen Teil von uns brennen zu sehen.“ Noch am Abend des Brandes kündigte er einen Wiederaufbau der Kathedrale und eine Spendensammlung an. Der Wiederaufbau solle binnen fünf Jahren stattfinden.
Mehrere französische Milliardärsfamilien kündigten Spenden für den Wiederaufbau an: Arnault (Luxusgüterkonzern LVMH) 200 Millionen Euro, Bettencourt-Meyers (Kosmetikkonzern L’Oréal) 200 Millionen Euro, Pinault (Modekonzern Kering) 100 Millionen Euro. Neben Großspendern folgten weitere Unternehmer, Privatpersonen, Gemeinden und Konzerne (darunter Total und Société Générale) dem Aufruf und bereits am Tag nach dem Brand waren 900 Millionen Euro für den Wiederaufbau zugesagt worden.
In der Folge begann eine Debatte um Spenden im Allgemeinen und deren Höhe im Besonderen. So wird kritisiert, dass es möglich sei, hohe Steuergutschriften (in Frankreich bis zu 60 %) auf derartige Spenden zu erhalten. Obgleich französische Milliardärsfamilien teilweise auf Steuervorteile verzichteten, kritisieren linke Parteien, Gewerkschafter sowie Aktivisten der Gelbwestenbewegung, sie inszenierten die Höhe ihrer Spenden als PR-Aktion. Großspenden gingen bis Juni 2019 noch nicht ein, da zu diesem Zeitpunkt die Art und Weise des Wiederaufbaus noch ungeklärt war.
In ganz Frankreich läuteten am 17. April 2019 um 18:50 Uhr (MESZ) die Kirchenglocken – zu diesem Zeitpunkt war der Brand 48 Stunden zuvor entdeckt worden. Die französische Bischofskonferenz hatte die Kathedralen im Land dazu aufgerufen. Die Diözesen brachten so ihre Solidarität mit der Pariser Diözese zum Ausdruck.
Am 18. April wurde eine 250-köpfige Delegation der bei der Brandbekämpfung eingesetzten 600 Pariser Feuerwehrleute, Rettungs- und Polizeikräfte vom französischen Staatspräsidenten Emmanuel Macron in dessen Dienstsitz, den Élysée-Palast, eingeladen, wo sie stellvertretend für alle Einsatzkräfte aus seiner Hand eine Verdienstmedaille für ihren Einsatz verliehen bekamen. Darüber hinaus fand auf Veranlassung der Pariser Bürgermeisterin Anne Hidalgo eine ähnliche Veranstaltung im Rathaus statt, bei der sie deren Einsatzwillen besonders hervorhob und allen die Ehrenbürgerschaft in Aussicht stellte.

### International
Der Brand löste international allgemeine Bestürzung aus und führte zu einer langen Liste öffentlicher Anteilnahme: EU-Ratspräsident Donald Tusk schrieb auf Twitter: „Notre-Dame in Paris ist Notre-Dame in ganz Europa. Heute sind wir alle bei den Menschen in Paris.“ US-Präsident Donald Trump schrieb noch während des Brandes, es sei schrecklich zuzusehen.
Der Sprecher von Papst Franziskus Alessandro Gisotti äußerte im Namen des Heiligen Stuhls Bestürzung und Trauer über den Brand des „Symbols der Christenheit in Frankreich und der Welt“ und sicherte den Feuerwehrleuten und allen Helfern das Gebet zu. Beiträge der römisch-katholischen Kirche für die Instandsetzung wird es wohl nicht geben.
In Russland wurde der Brand vielerorts, so auch vom Sprecher des Russischen Patriarchen, als „schreckliches Omen für die europäische Zivilisation“ bezeichnet. Das Kulturministerium fand sich genötigt, Medienberichte zu dementieren, wonach Geld des Ministeriums zum Wiederaufbau vorgesehen werde. Russland würde aber, falls angefragt, Experten zur Verfügung stellen.

## Wiederaufbau

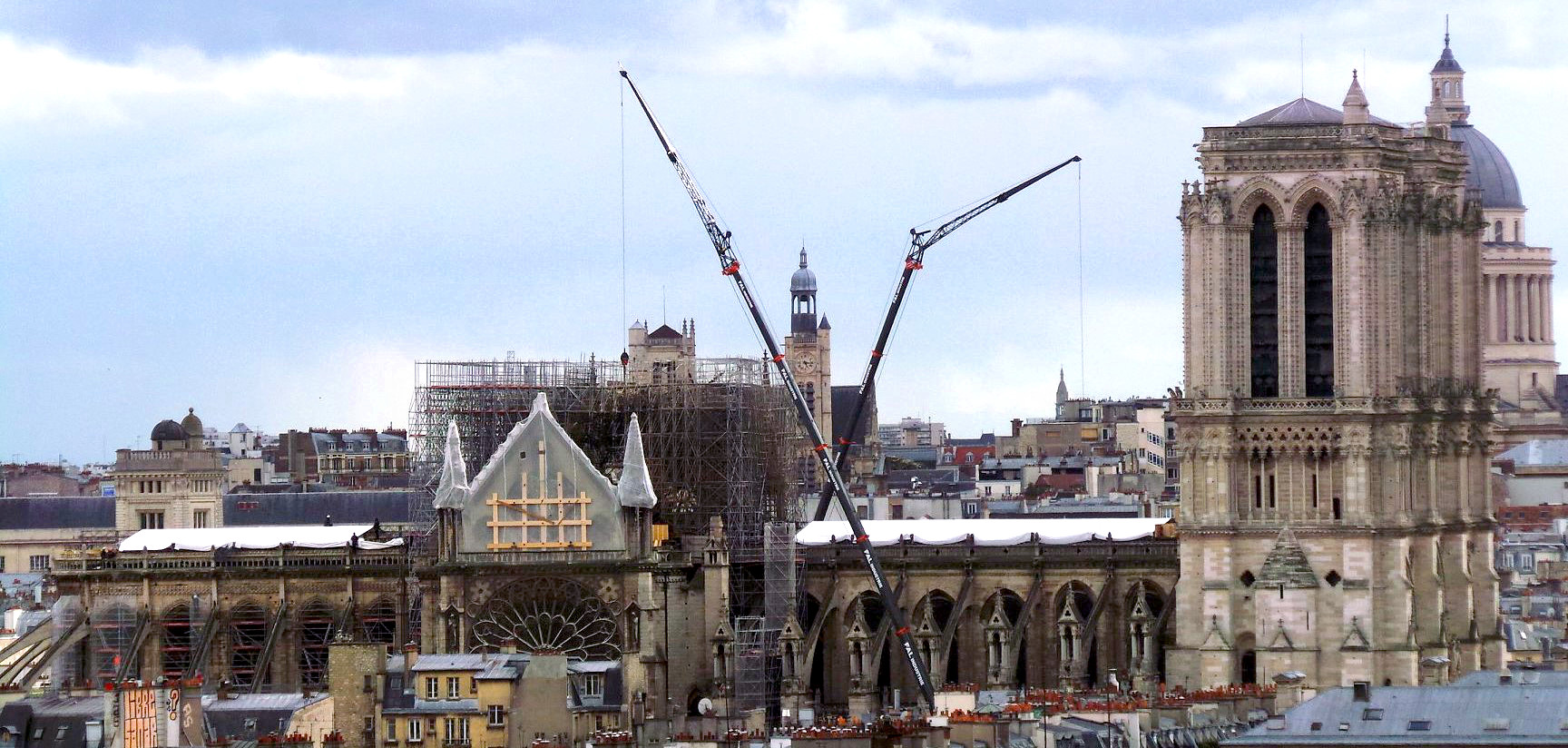
Sicherungsmaßnahmen im April 2019

### Sofortmaßnahmen und Sicherung der Struktur (2019–2020)

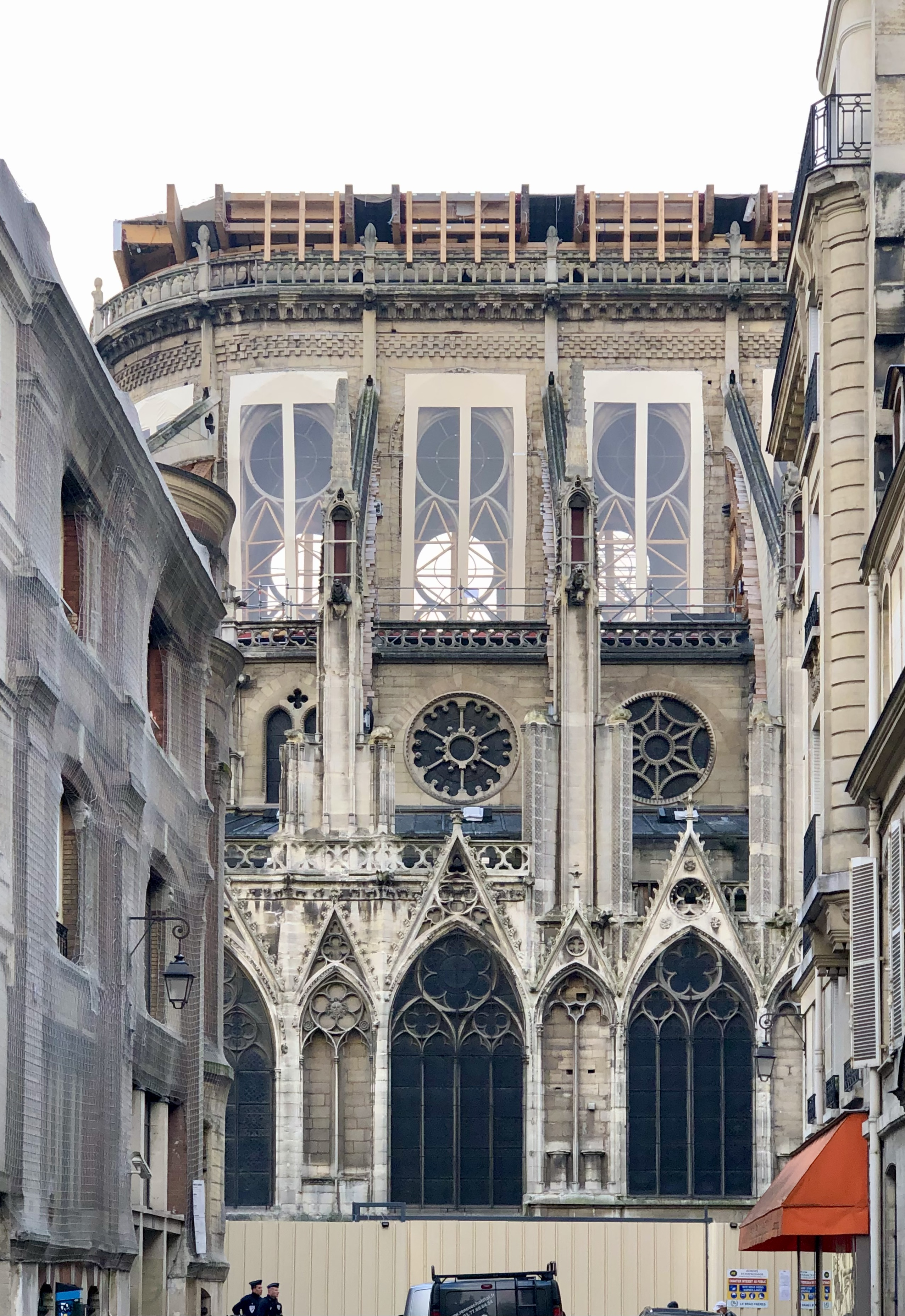
Sicherungsmaßnahmen im Dezember 2019

Kurz nach dem Großbrand begannen Notmaßnahmen zur Sicherung des Bauwerks. Der einsturzgefährdete Nordgiebel des Querhauses wurde mit einer Stützkonstruktion gesichert und die große Steinfigur auf dem Giebel abgenommen. Am 23. April wurde begonnen, im Westen des Hauptschiffes eine Kunststofffolie als Wetterschutzmaßnahme über dem Gewölbe anzubringen. Die Polizei warnte Anwohner vor Bleiablagerungen in der unmittelbaren Umgebung und sperrte Gebiete mit einer erhöhten Belastung. Wohnungen und Betriebsstätten sollten mit feuchten Wischtüchern gereinigt werden. Fälle von Bleivergiftungen seien jedoch nicht bekannt.

### Planung und Restaurierungsvorbereitungen (2020–2021)
Im Juli 2019 beschloss das französische Parlament das Gesetz zum Wiederaufbau von Notre-Dame, das eine Instandsetzung innerhalb von fünf Jahren, pünktlich zu den Olympischen Sommerspielen 2024 in Paris, ermöglichen sollte. Detailarbeiten sollten jedoch voraussichtlich bis in die 2030er Jahre hinein andauern. Eine Mehrheit der französischen Bevölkerung schien eine historisch getreue Rekonstruktion zu befürworten. Am 10. Juli 2020 wurde bekannt, dass auch Präsident Emmanuel Macron einen Wiederaufbau des Vierungsdachreiters im Zustand des 19. Jahrhunderts befürwortet. Mit der Koordination des Wiederaufbaus hatte Macron noch im April 2019 den General und gläubigen Katholiken Jean-Louis Georgelin beauftragt, der diese Funktion bis zu seinem Tod im August 2023 innehatte.

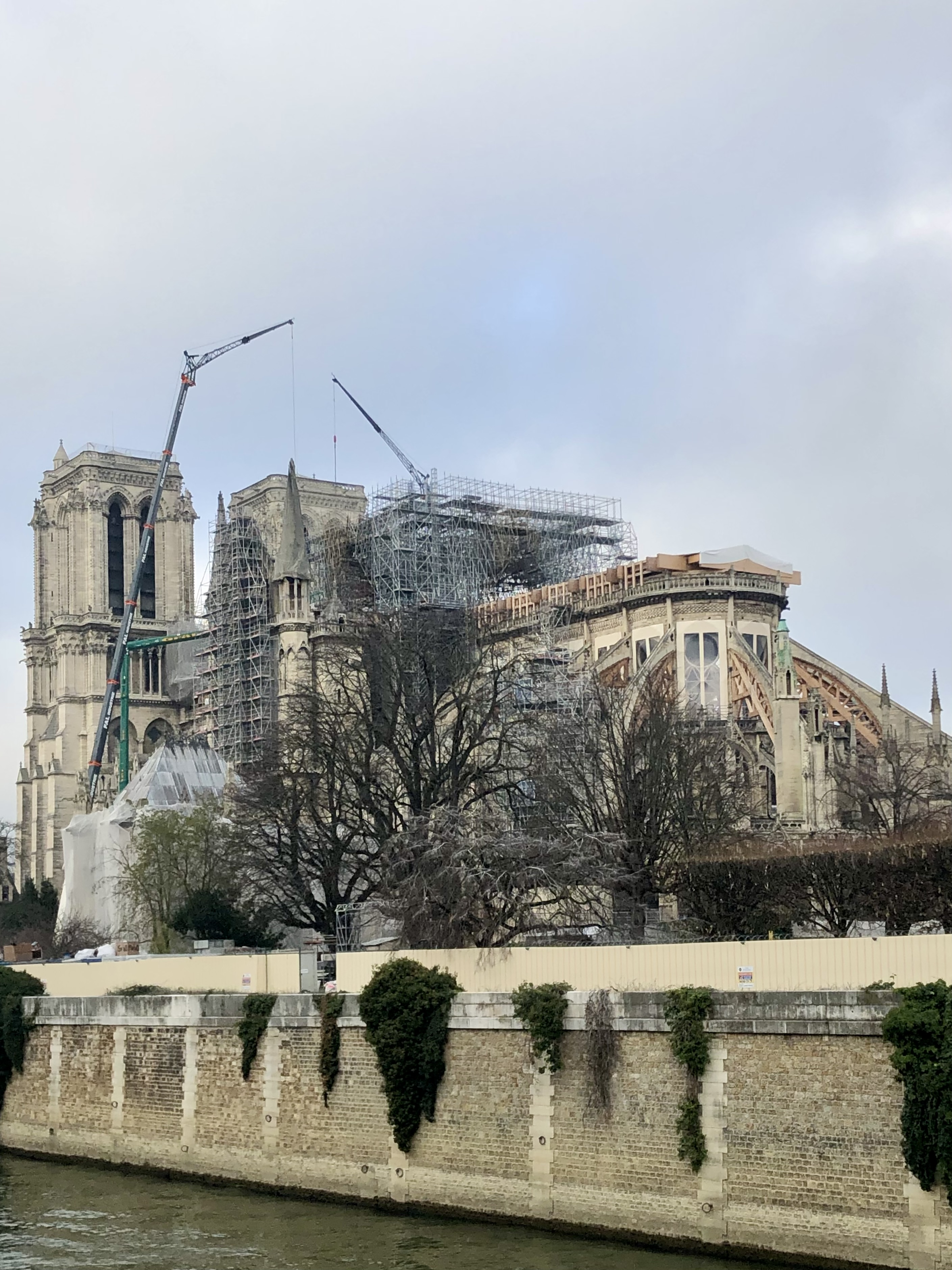
Notre-Dame im Dezember 2019

Am 24. November 2020 waren die Aufräum- und Sicherungsarbeiten soweit vorangeschritten, dass gegenüber den Medien bekannt gegeben wurde, die Einsturzgefahr der Kathedrale sei nun gebannt. Bis dahin waren aufwendige Untersuchungen auf Schäden mittels Bohrungen in der Bausubstanz und durch Oberflächenprüfungen erfolgt. Durch die auf engem Raum sehr unterschiedliche Hitzeverteilung in den dicken Mauern und die Abschreckung von erhitzem Gestein durch Löschwasser waren Festigkeitsverluste zu befürchten. Sehr nützlich waren dabei vor dem Brand von der Kirche erstellte 3D-Aufnahmen, welche nun halfen, die statisch kritischsten Stellen zuerst zu finden und zu behandeln.
Bei den Restaurierungsarbeiten machten die Arbeiter eine überraschende Entdeckung: Zum Verbinden der Steine waren bereits Metallklammern verwendet worden. Bisher war man davon ausgegangen, dass im 12. Jahrhundert dafür noch Holz verwendet wurde. Untersuchungen und Probenentnahmen von zwölf eisernen Klammern an verschiedenen Stellen der Kathedrale ergaben, dass Notre-Dame die erste bekannte gotische Kathedrale ist, in der Eisen massiv als Baumaterial zur Verbindung von Steinen eingesetzt wurde.
Die Bevölkerung wurde gebeten, private Bildaufnahmen von der Kathedrale zur Unterstützung der Rekonstruktion zur Verfügung zu stellen. Das beim Brand auf das Gewölbe gestürzte und teilweise verformte und geschmolzene Baugerüst mit einem Gewicht von insgesamt etwa 200 Tonnen war erfolgreich geborgen worden. Das Entfernen der 40 000 Gerüstteile dauerte sechs Monate und war durch Corona-Maßnahmen verzögert worden.

### Beginn der Restaurierungsarbeiten (ab 2021)
Am 18. September 2021 wurde bekanntgegeben, dass nun der Wiederaufbau der Kathedrale beginne. Um durch das dafür benötigte Gerüst die archäologische Substanz in der Kathedrale nicht zu gefährden, wurden im Februar/März 2022 präventiv Ausgrabungen im Kircheninneren durchgeführt, bei denen unter anderem bemalte Skulpturreste des Lettners aus dem 13. Jahrhundert und ein möglicherweise aus dem 14. Jahrhundert stammender Bleisarg entdeckt wurden.
Debatten um einen modernisierenden Wiederaufbau beispielsweise des Dachreiters endeten mit den Beschlüssen, die Kirche äußerlich unverändert wiederaufzubauen, somit auch den Dachreiter nach dem Vorbild von 1859 zu rekonstruieren und, trotz der Brandlast, auch wieder einen Eichenholz-Dachstuhl nach mittelalterlichem Vorbild mit Bleidach zu errichten. In der Umsetzung dieses von John Ruskin erstmals formulierten restaurativen Denkmalansatzes folgte man den Argumenten renommierter Denkmalschützer und der UNESCO, die den Anspruch der Wiederherstellung eines in sich geschlossenen baukulturellen Symbols verfolgten. Zwar wurde dadurch die mit der zerstörten Konstruktion verbundene Authentizität wiederhergestellt, jedoch im Umkehrschluss der kreativere Denkmalansatz von Viollet-le-Duc untergraben.
Bis Ende 2021 sollten dafür 2000 aus dem ganzen Land stammende Eichen gefällt werden, was wiederum Umweltschützer auf den Plan rief. Ein Streitpunkt war die Innengestaltung, da die Diözese die Gelegenheit nutzen wollte, das Kircheninnere auch mit modernen Elementen auszustatten. Der Pariser Erzbischof Aupetit erwog zudem, die Fenster in den Seitenkapellen gegen zeitgenössische auszutauschen, was Kulturministerin Roselyne Bachelot-Narquin ablehnte.
Anfang Juli 2023 berichteten die Medien, dass die neue Innenausstattung für Notre Dame in Auftrag gegeben wurde. Der Designer Guillaume Bardet entwarf unter anderem Altar, Lesepult, Bischofsstuhl, Tabernakel und Taufbecken. Alle diese Ausstattungsstücke sind aus Bronze. Die Entwürfe setzten sich gegen 68 andere Ideen durch. Für die Bestuhlung des Innenraums zeichnete die Designerin Ionna Vautrin verantwortlich. Insgesamt 1.500 Stühle aus massivem Eichenholz wurden im Kirchenraum aufgestellt. Die Lieferung der Möbel war für Ende September 2024 geplant.
Vier der riesigen Fenster von Notre-Dame des Glaskünstlers Jacques Le Chevallier (von 1965) wurden ein Jahr lang in der Kölner Dombauhütte restauriert. Der damalige nordrhein-westfälische Ministerpräsident Armin Laschet hatte sich damals dafür eingesetzt, dass die deutschen Spenden für die Restaurierung der Kirche in ein vorzeigbares Projekt fließen sollten. Die Fenster sind etwa 25 Quadratmeter groß und in je 80 Scheiben aufgeteilt. Bei dem Brand waren 400 Tonnen Blei geschmolzen und teilweise verdampft. „Die Fenster mussten deshalb vor der eigentlichen Restaurierung erst von Bleistaub befreit werden“. (Felix Busse Glasveredlermeister der Dombauhütte Köln).

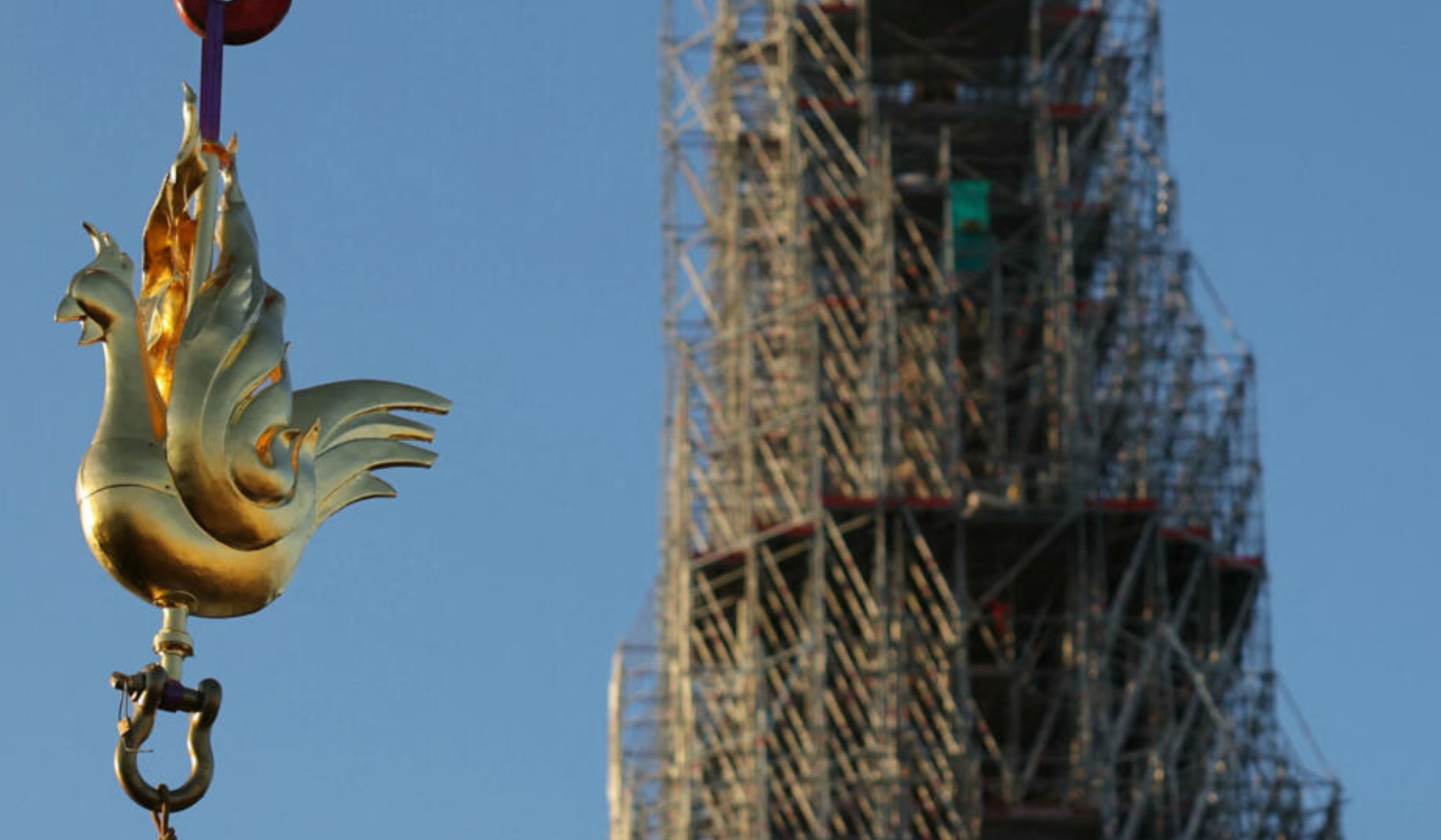
Der goldene Hahn auf dem Vierungsturm vor der Montage

Mitte Februar 2024 wurde der neue Vierungsturm von Notre-Dame enthüllt. Nach dem Abbau der Gerüstteile wurde der neue Spitzturm sichtbar, gekrönt von einem goldenen Hahn und einem Kreuz. Der Hahn erinnert an einen Phönix mit brennenden Federn – Symbol für Widerstandskraft und Erneuerung.

### Wiedereröffnung
Emmanuel Macron teilte am 13. Januar 2024 mit, dass der Neubau des Dachstuhls beendet ist. Das für den Wiederaufbau zuständige Établissement Public gab bekannt, die letzten Dübel seien am Vortag gesetzt worden. Die Hauptorgel sollte fünf Jahre nach dem Großfeuer im April 2024 wieder erklingen. Die Kathedrale wurde am 7. Dezember 2024 mit einem Staatsakt unter Leitung des französischen Präsidenten Emmanuel Macron wiedereröffnet. Eine Vielzahl internationaler und nationaler Würdenträger nahm an der Feier teil, darunter der designierte US-Präsident Donald Trump, der ukrainische Präsident Wolodymyr Selenskyj und der deutsche Bundespräsident Frank-Walter Steinmeier.

## Filme
- Notre-Dame: Kampf gegen die Flammen (Originaltitel: Notre-Dame: Race Against the Inferno). 44 Min. Drehbuch und Regie: Fabrice Gardel, Simon Kessler, Josselin Mahot. Frankreich 2019.[98][99]
- Das Dachwerk von Notre-Dame de Paris und der Brand am 15.4.2019, Dokumentarfilm im YouTube-Kanal von Matthias Burger, 3. Juni 2019.

- Notre Dame – die Jahrhundertbaustelle. In drei Teilen: Dem Himmel entgegen, Harmonie der Kräfte und Ein Raum aus Klang und Licht. Regie: Vincent Amouroux. Arte France, Frankreich 2020. in der Arte-Mediathek bis 12. Oktober 2024.
- Notre-Dame, dans les coulisses d’une résurrection. Regie: Laurent Fléchaire. Frankreich 2021 (auf Filmfriend verfügbar in der Originalfassung mit englischen Untertiteln: Notre-Dame of Paris, Rising from the Ashes).

- Notre-Dame in Flammen (Originaltitel: Notre-Dame brûle). Dokudrama. 110 Min. Drehbuch und Regie: Jean-Jacques Annaud. Frankreich 2022.[100][101]